# Copperhill
Copperhill es una ciudad ubicada en el condado de Polk en el estado estadounidense de Tennessee. En el Censo de 2010 tenía una población de 354 habitantes y una densidad poblacional de 71,6 personas por km².

## Geografía
Copperhill se encuentra ubicada en las coordenadas 34°59′48″N 84°23′11″O / 34.99667, -84.38639. Según la Oficina del Censo de los Estados Unidos, Copperhill tiene una superficie total de 4.94 km², de la cual 4.84 km² corresponden a tierra firme y (2.04%) 0.1 km² es agua.

## Demografía
Según el censo de 2010, había 354 personas residiendo en Copperhill. La densidad de población era de 71,6 hab./km². De los 354 habitantes, Copperhill estaba compuesto por el 93.5% blancos, el 0.56% eran afroamericanos, el 0.28% eran amerindios, el 0.28% eran asiáticos, el 0% eran isleños del Pacífico, el 3.11% eran de otras razas y el 2.26% pertenecían a dos o más razas. Del total de la población el 5.93% eran hispanos o latinos de cualquier raza.